# Asche (Rapper)
Asche (* 30. Mai 1989; bürgerlich Amir Israil Aschenberg), auch bekannt unter seinem Pseudonym Aschkobar, ist ein deutscher Rapper, Produzent und Schauspieler, dessen Musik dem Genre des Gangsta-Raps zuzuordnen ist.

## Leben
Asche kam im Alter von sechs Jahren aus der polnischen Stadt Lublin ins Ruhrgebiet und wuchs in Bochum auf. Seine Eltern waren in Polen aufgewachsen, stammen jedoch aus verschiedenen Ländern. Asche zufolge wurde sein Vater in Kasachstan geboren, er habe zudem aschkenasisch-jüdische, väterlicherseits tschetschenische sowie mütterlicherseits ukrainische Vorfahren. Seine tschetschenische Abstammung erwähnt er in zahlreichen seiner Raplieder.

## Karriere
2008 veröffentlichte Asche das Lied Das erste Mal. In den Jahren darauf folgten weitere Lieder, 2013 erschien die EP Mephisto, auf der auch ein Song mit dem Rapper Fard zu hören ist.
2015 folgte das Release seines ersten selbstproduzierten Albums Barcodes, in der er mit harten Aussagen auf melancholischen Beats über das Leben in Problembezirken rappt. Die persönlichste Single ist Mama, wo er über seine Kindheit rappt.
Nach längerer Abwesenheit wurde 2018 bekannt gegeben, dass Asche beim Label Seiten auf Null des Frankfurter Rappers SadiQ unter Vertrag genommen wurde. Asche veröffentlichte während dieser Zeit mit CLS mit SadiQ, Kein Problem, Dschingis Khan, Habibi mit Sami und Sativa fünf Singles. Auf drei von fünf Singles benutzte Asche erstmals Autotune und versuchte sich an einem poppigen Sound. Im selben Jahr erschien sein zweites Album Pandemonium.
2018 wechselte er zu Kollegahs Label Alpha Music Empire, auch wenn er dort nie offiziell unter Vertrag stand. Der Kontakt kam über den YouTuber und Rapper Mois zustande, welcher Asche empfohlen hatte. Ein Jahr später behauptete SadiQ in einem Interview, dass Asche eigentlich noch einen laufenden Vertrag bei ihm habe und wenn er wolle, jeden neueren Song von ihm herunternehmen kann. Er warf Asche zudem Undankbarkeit vor und beklagte, dass er von einem Wechsel nicht Bescheid wusste und dieser stattdessen erzählt hätte, er wolle seine Musikkarriere beenden. Im Dezember 2018 war er zusammen mit Kollegah und dessen damaligen Signings Gent, Jigzaw und Seyed auf dem Track Macht zu hören, welcher Teil von Kollegahs Hoodtape 3 ist und mit dem erstmals der neue Künstler um Kollegahs Label bekannt gegeben wurde.
Asche begleitete Kollegah zudem in der Promophase zum Album Alphagene II. Hier übernimmt Asche die Rolle des harten Straßenrappers, der seinen Boss Kollegah zu alter Stärke zurückführt. Er war auch Supportact auf seiner Monument Tour im Jahr 2019. Mit Bullets erschien auch eine gemeinsame Single mit Kollegah. Auf den Liedern YAYO und Offenes Verdeck aus Kollegahs Album Alphagene II, zu denen später auch ein Musikvideo erschien, ist Asche als Feature-Gast vertreten.
Im Juni 2020 erschien Asches erste Solo-Single Stress. Mit dem Featuresong Sinaloa des Künstlers Fard, zu dem Asche einen Part und die Hook beisteuerte, konnte er seinen ersten Charterfolg erreichen. Es folgten sechs weitere Singles mit Kollegah, von welchen vier die Singlecharts erreichten. Mit dem Lied NBK (Intro) wurde sein Kollaboalbum Natural Born Killas mit Kollegah angekündigt. Beim Videodreh zur gemeinsamen Single Wir sind die Täter kam es zu einem Polizei-Großeinsatz und Verhaftungen, nachdem Passanten einen vermeintlichen Überfall auf einen Juwelier gemeldet haben. Laut Polizei gab es zwar eine Drehgenehmigung der Stadt Frankfurt, der Produzent des Drehs habe es aber versäumt, die Polizei über „sein äußerst öffentlichkeitswirksames Vorhaben zu unterrichten“.
An Heiligabend 2020 veröffentlichte er den Track Xmassaker, auf dem mehrere Rapper namentlich gedisst werden und außerdem „Fakeness“ von Rappern u. a. in Form von „Klicks“ kaufen, Ghostwriting, gefälschten Luxusuhren und -klamotten und Schönheits-Ops angeprangert wird. Das Lied wurde nicht als Single, sondern lediglich in Form eines circa fünf Minuten langen Videos auf YouTube ausgekoppelt.
Anfang Januar 2021 veröffentlichte Mois ein YouTube-Video, in dem er erstmals Asches polnische Herkunft enthüllte, gegen ihn schoss und den Vorwurf erhob, dass Asche in Wahrheit keine tschetschenischen Wurzeln habe, seine Lebensgeschichte gelogen sei und er damit sowohl Zuhörer als auch Freunde täuschen würde. Asche antwortete mit dem circa 20-minütigen Lied HIStory auf jene Vorwürfe und „disste“ darin unter anderem auch Mois.
Im Januar erschien zudem das Musikvideo zur Single Suicide und zeitgleich Natural Born Killas, sein Kollaboalbum mit Kollegah. Das Album belegte Platz eins der deutschen Albumcharts. Am 16. März 2021 gab Asche per Instagram bekannt, dass Kollegah und er zukünftig geschäftlich getrennte Wege gehen werden, jedoch freundschaftlich verbunden bleiben würden.
An Heiligabend 2021 veröffentlichte er den Nachfolger seines Tracks Xmassaker mit dem Namen Xmassaker 2. Thematisch geht es in eine ähnliche Richtung wie beim Vorgänger. Es werden wieder mehrere Rapper namentlich gedisst und über die "Fakeness" von Rappern gerappt. Außerdem äußert sich Asche erneut über die Geschehnisse Anfang des Jahres, als der YouTuber Mois ein Video über Asches Herkunft veröffentlicht hatte. Die Länge des Liedes beläuft sich auf zirka viereinhalb Minuten.

## Schauspielkarriere
Im Herbst 2022 wurde bekannt gegeben, dass Asche eine Rolle im Kinofilm Haps von Ekrem Engizek übernehmen würde. Der Film, ein düsteres Gefängnisdrama, feierte seine Premiere bei den Filmfestspielen in Cannes und wurde für seine authentische Inszenierung gelobt. Asche verkörpert darin eine zentrale Figur. Parallel zur Veröffentlichung des Films brachte er den Song Willkommen im Haps heraus, der als offizieller Soundtrack dient und die Atmosphäre des Films musikalisch untermalt.
Der Film feierte am 27. Februar 2025 Premiere im Cinestar in Berlin.

## Diskografie

### Studioalben
| Jahr | Titel                          | Höchstplatzierung, Gesamtwochen, AuszeichnungChartplatzierungen (Jahr, Titel, Platzierungen, Wochen, Auszeichnungen, Anmerkungen) | Höchstplatzierung, Gesamtwochen, AuszeichnungChartplatzierungen (Jahr, Titel, Platzierungen, Wochen, Auszeichnungen, Anmerkungen) | Höchstplatzierung, Gesamtwochen, AuszeichnungChartplatzierungen (Jahr, Titel, Platzierungen, Wochen, Auszeichnungen, Anmerkungen) | Anmerkungen                                        |
| Jahr | Titel                          | DE | AT | CH | Anmerkungen                                        |
| ---- | ------------------------------ | --- | --- | --- | -------------------------------------------------- |
| 2015 | Barcodes                       | — | — | — | Erstveröffentlichung: 2015                         |
| 2018 | Pandemonium                    | — | — | — | Erstveröffentlichung: 2018                         |
| 2021 | Natural Born Killas            | DE1 (3 Wo.)DE | AT3 (3 Wo.)AT | CH13 (3 Wo.)CH | Erstveröffentlichung: 21. Januar 2021 mit Kollegah |
| 2021 | Was bleibt ist Asche           | DE3 (2 Wo.)DE | AT27 (1 Wo.)AT | CH5 (2 Wo.)CH | Erstveröffentlichung: 19. August 2021              |
| 2022 | Sie nannten ihn Knochenbrecher | DE4 (3 Wo.)DE | AT42 (1 Wo.)AT | CH7 (1 Wo.)CH | Erstveröffentlichung: 2. September 2022            |
| 2024 | Lang lebe Asche                | DE7 (1 Wo.)DE | AT6 (1 Wo.)AT | CH9 (1 Wo.)CH | Erstveröffentlichung: 17. Mai 2024                 |
| 2025 | Barcodes II                    | DE5 (1 Wo.)DE | AT5 (2 Wo.)AT | CH12 (2 Wo.)CH | Erstveröffentlichung: 23. Mai 2025                 |

### EPs
- 2013: Mephisto
- 2021: Feind von jedem EP (als Aschkobar)
- 2022: Feind von jedem 2 EP (als Aschkobar)
- 2024: Feind von jedem 3 EP (als Aschkobar)
- 2024: Shinobi Retsuden EP
- 2024: XMassaker 4 EP (als Aschkobar)

### Singles als Leadmusiker
| Jahr | Titel Album                                | Höchstplatzierung, Gesamtwochen, AuszeichnungChartsChartplatzierungen (Jahr, Titel, Album, Platzierungen, Wochen, Auszeichnungen, Anmerkungen) | Anmerkungen                                                            |
| Jahr | Titel Album                                | DE | Anmerkungen                                                            |
| ---- | ------------------------------------------ | --- | ---------------------------------------------------------------------- |
| 2020 | Makarova –                                 | DE80 (1 Wo.)DE | Erstveröffentlichung: 28. August 2020 feat. Kollegah                   |
| 2020 | Drama –                                    | DE— aDE | Erstveröffentlichung: 24. September 2020 mit Juri                      |
| 2020 | NBK Intro Natural Born Killas              | DE88 (1 Wo.)DE | Erstveröffentlichung: 23. Oktober 2020 mit Kollegah                    |
| 2020 | Gladiator Natural Born Killas              | DE83 (1 Wo.)DE | Erstveröffentlichung: 6. November 2020 mit Kollegah                    |
| 2020 | Wir sind die Täter Natural Born Killas     | DE61 (1 Wo.)DE | Erstveröffentlichung: 20. November 2020 mit Kollegah                   |
| 2020 | POV Natural Born Killas                    | DE— bDE | Erstveröffentlichung: 4. Dezember 2020 mit Kollegah                    |
| 2020 | Jusqu'ici tout va bien Natural Born Killas | DE— cDE | Erstveröffentlichung: 18. Dezember 2020 mit Kollegah                   |
| 2021 | Suicide Natural Born Killas                | DE— dDE | Erstveröffentlichung: 22. Januar 2021 mit Kollegah                     |
| 2021 | Jahrhunderttalent Was bleibt ist Asche     | DE— eDE | Erstveröffentlichung: 2021                                             |
| 2022 | 3 –                                        | DE100 (1 Wo.)DE | Erstveröffentlichung: 25. März 2022 mit Fard & PA Sports               |
| 2023 | Dead Presidents –                          | DE— fDE | Erstveröffentlichung: 14. September 2023 feat. Kollegah & Robbie Banks |

Weitere Singles
- 2018: CLS (mit SadiQ)
- 2018: Kein Problem
- 2018: Dschingis Khan
- 2018: Habibi (mit Sami)
- 2018: Sativa
- 2019: Bullets (mit Kollegah)
- 2020: Stress
- 2020: Xmassaker
- 2021: HIStory
- 2021: Tote Briefkästen
- 2021: Hochkaräter
- 2021: Deathnote
- 2021: Friedlandstrasse
- 2021: Shuriken (feat. JayTee)
- 2021: Xmassaker 2
- 2022: Trap House
- 2022: Ostblock Mentality (feat. Juri)
- 2022: Gott gibt Gott nimmt
- 2022: Novemberregen (feat. Genetikk)
- 2022: Benzinkanister
- 2022: Still Killas (feat. Kollegah)
- 2022: Bogota (als Aschkobar feat. Marvin California)
- 2022: Bubbles in den Nikes (feat. Omar & Ramo)
- 2022: Street Fighter
- 2022: Cometenstaub
- 2022: European Gangster (feat. Warya & Qseng)

### Singles als Gastmusiker
| Jahr | Titel Album    | Höchstplatzierung, Gesamtwochen, AuszeichnungChartsChartplatzierungen (Jahr, Titel, Album, Platzierungen, Wochen, Auszeichnungen, Anmerkungen) | Anmerkungen                                                     |
| Jahr | Titel Album    | DE | Anmerkungen                                                     |
| ---- | -------------- | --- | --------------------------------------------------------------- |
| 2020 | Sinaloa Nazizi | DE38 (2 Wo.)DE | Erstveröffentlichung: 3. April 2020 Fard feat. Kollegah & Asche |
| 2022 | Kriegshammer – | DE— gDE | Erstveröffentlichung: 2022 Seyed feat. Kollegah & Asche         |

Weitere Gastbeiträge
- 2018: Khabib (Majoe & Jasko feat. Asche)
- 2018: Macht (Kollegah feat. Jigzaw, Gent, Seyed & Asche)
- 2019: Alpha Empire (Gent feat. Jigzaw & Asche)
- 2019: Offenes Verdeck (Kollegah feat. Asche & Farid Bang)
- 2019: Yayo (Kollegah feat. Asche)
- 2019: Oktagon Vita (Kollegah feat. Asche)
- 2020: Harasho (Juri feat. Asche)
- 2021: Vollmond (Seyed feat. Asche & Kollegah)
- 2021: Kalt wie Schnee (Zemine feat. Asche)
- 2023: Kein Erbarmen (Manuellsen feat. Karbal & Asche)
- 2023: Bosshaft bleiben (Kollegah feat. Asche)
- 2023: Unantastbar (Kollegah feat. Asche)
- 2023: Legacy Defender (Kollegah feat. Asche)
- 2023: Rosen aus Blattgold (Kollegah feat. Asche)
- 2024: Koenigsegg (Kollegah feat. Asche)
- 2024: Glock Talk (Kollegah feat. Asche)
- 2025: ghettodekadenz (Robbie Banks feat. Asche)